# باغ سنقری
باغ سنقری احداث این باغ چنان‌که از نام آن پیداست به اتابک سنقر (که از ترکمانان سلغُری حاکم در فارس بود) منسوب است و قدمت آن به هشت و نیم سده می‌رسد. خیابان مجاور ضلع شرقی باغ سنقری به نام پوزهٔ سنقری شهرت داشته‌است. این باغ که از بین رفته بوده در دوران قاجار به وسیلهٔ مسعودالدوله حاجی فضلعلی خان دوباره احداث گردیده‌است. امروزه بخش عمدهٔ این باغ برجای مانده و از باغ‌های آباد و دیدنی به‌شمار می‌رود.